# Список ролей Семюела Л. Джексона

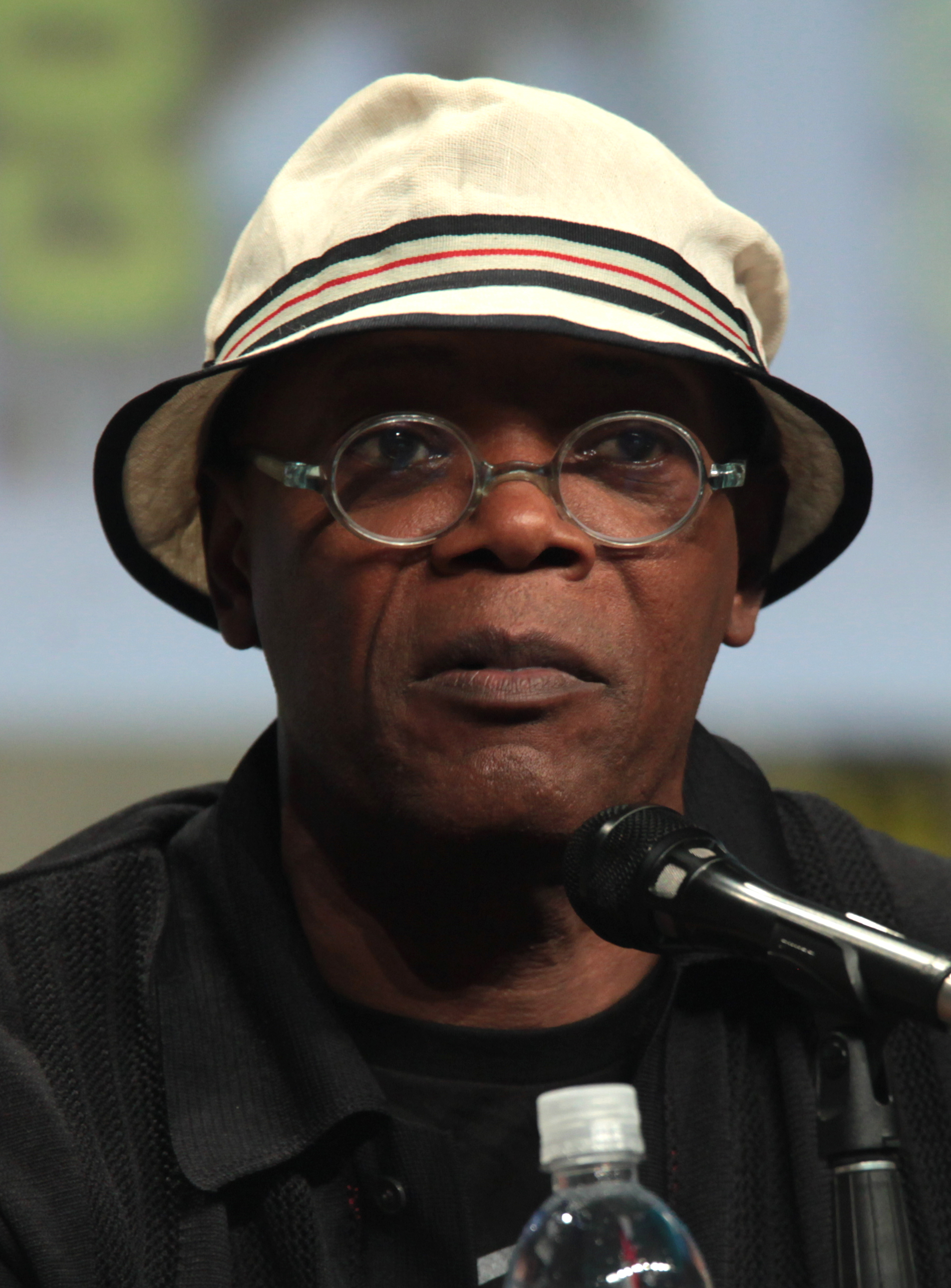
Джексон на Comic-Con у Сан-Дієго (2014)

Протягом своєї кар'єри американський актор і кінопродюсер Семюел Л. Джексон зіграв понад 150 ролей у фільмах, телесеріалах і театральних виставах, а також озвучив низку персонажів у мультфільмах, мультсеріалах і відеоіграх. Кінострічки, у яких він знявся, станом на жовтень 2024 року загалом зібрали в світовому прокаті близько 28 млрд доларів, що робить Джексона «найприбутковішим» професійним актором усіх часів. 2022 року за свій значний внесок у кіно він отримав премію «Оскар» за видатні заслуги в кінематографі.
Вперше Джексон знявся в кіно, зігравши в маловідомому фільмі Майкла Шульца «Разом на кілька днів» (1972). Іншими його ранніми роботами стали епізодичні ролі в стрічках «Регтайм» (1981), «Поїздка до Америки» (1988) та «Славні хлопці» (1990). В цей же період актор знявся в низці фільмів режисера Спайка Лі: «Шкільні роки чудові», «Роби як треба!», «Блюз про краще життя» та «Тропічна лихоманка». Останній з них, у якому Джексон зіграв залежного від кокаїну наркомана Гатора, став для нього справжнім проривом. За свою роль актор отримав унікальний Приз журі за найкращу чоловічу роль другого плану на Каннському кінофестивалі.
У комедіях 1993 року «Заряджена зброя» та «Емос і Ендрю» Джексон вперше знявся в головній ролі, а 1995 року за свою гру в драмі «Проти стіни» він був номінований на премію «Золотий глобус» за найкращу чоловічу роль у телефільмі. Того ж року за роль кілера Джулса у фільмі Квентіна Тарантіно «Кримінальне чтиво» Джексон як актор другого плану отримав премію BAFTA та номінації на «Оскар» і «Золотий глобус». Після цього Джексон ще неодноразово співпрацював із Тарантіно, зокрема знявшись у фільмах «Джекі Браун» (1997), «Джанґо вільний» (2012) і «Мерзенна вісімка» (2015).
У другій половині 1990-х років разом із широким визнанням критиків Джексон став отримувати ролі в блокбастерах: «Ігри патріотів» з Гаррісоном Фордом, «Парк Юрського періоду», «Міцний горішок 3» з Брюсом Віллісом. 1995 року разом зі своєю дружиною Латанею Річардсон він знявся у фільмі «Справа Ісаї», а наступного року виконав роль другого плану в юридичній драмі «Час вбивати», за яку отримав чергову номінацію на «Золотий глобус». З 1999 по 2005 актор грав майстра-джедая Мейса Вінду в трилогії приквелів «Зоряних війн», а 2000 року разом із Томмі Лі Джонсом знявся в фільмі «Правила бою». Того ж року Джексон зіграв детектива Джона Шафта в бойовику «Шафт» і Елайджу Прайса в трилері М. Найта Ш'ямалана «Невразливий». До обох цих ролей він потім повернувся через 19 років у фільмах «Шафт» і «Скло». 2002 року Джексон вперше зіграв роль агента Августа Гіббонса в блокбастері «Три ікси», а 2004 року озвучив другорядних персонажів у мультфільмі «Суперсімейка» та відеогрі Grand Theft Auto: San Andreas.
В сцені після титрів фільму «Залізна людина» (2008) Джексон вперше зіграв персонажа коміксів Marvel на ім'я Нік Ф'юрі. Згодом цей герой стане однією з найвідоміших ролей актора, яку він втілить в багатьох інших фільмах кіновсесвіту Marvel, зокрема «Залізна людина 2», «Перший месник», «Месники», «Перший месник: Друга війна», «Месники: Ера Альтрона», «Капітан Марвел», «Людина-павук: Далеко від дому» та «Марвели», а також у серіалах «Агенти Щ.И.Т.» і «Таємне вторгнення». Останніми знаковими роботами Джексона в кіно є його ролі у фільмах «Kingsman: Таємна служба» (2015) і «Конг: Острів Черепа» (2017). Окрім того, він двічі зіграв найманого вбивцю, якого захищає приватний охоронець (Раян Рейнольдс) у комедії «Тілоохоронець кілера» (2017) та її продовженні «Тілоохоронець дружини кілера» (2021).

## Кіно

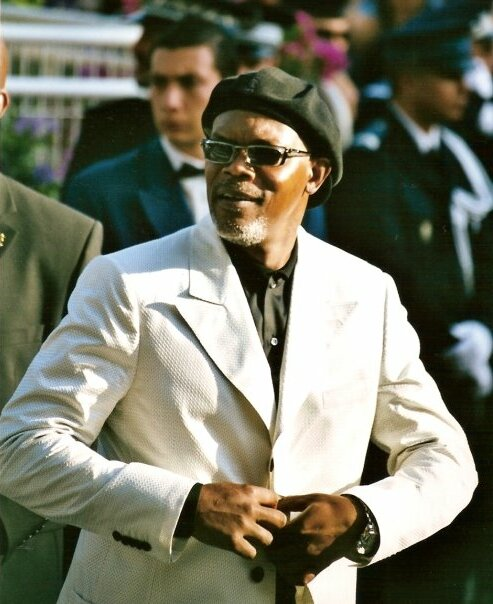
Джексон на Каннському кінофестивалі (2005)

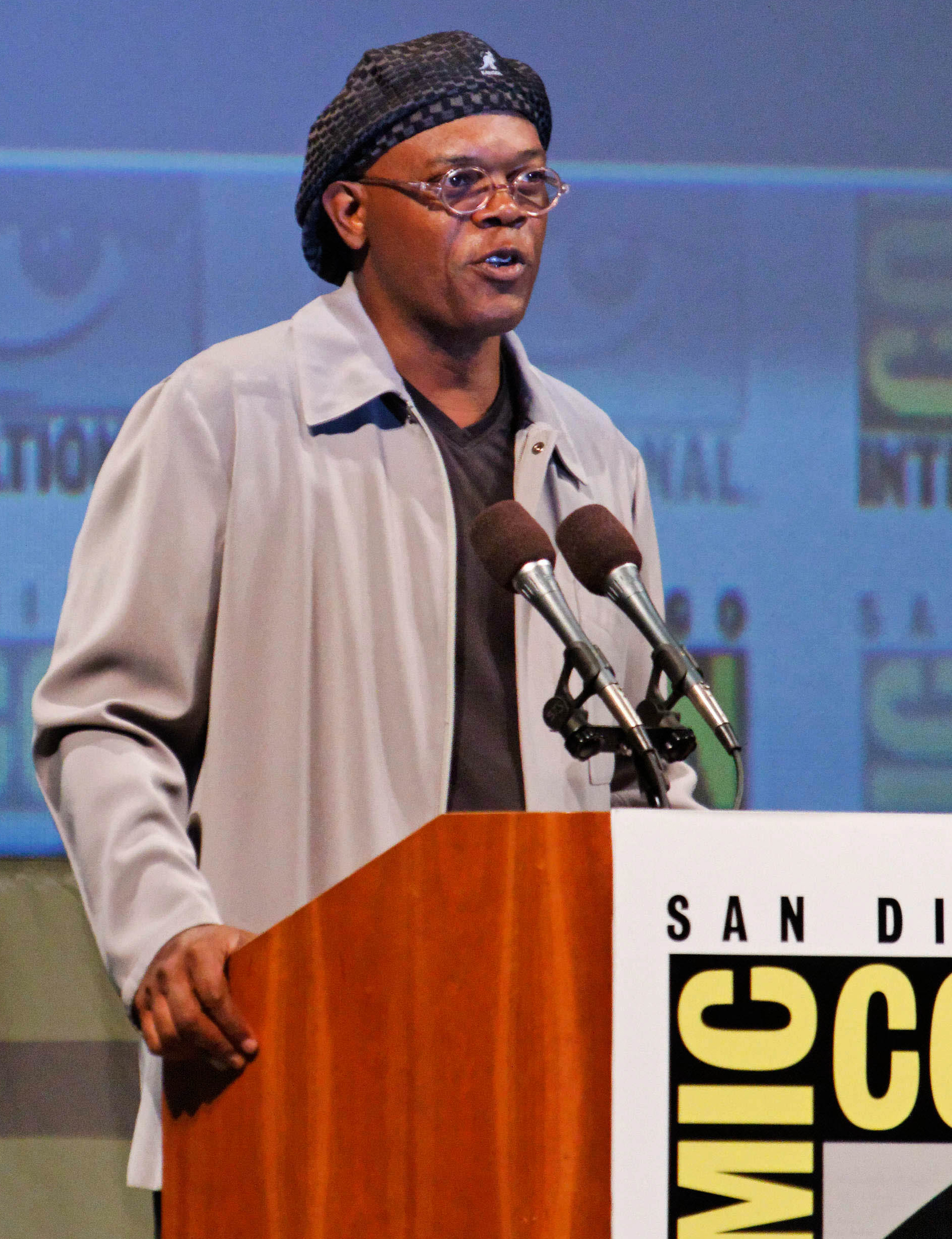
Джексон на Comic-Con у Сан-Дієго (2010)

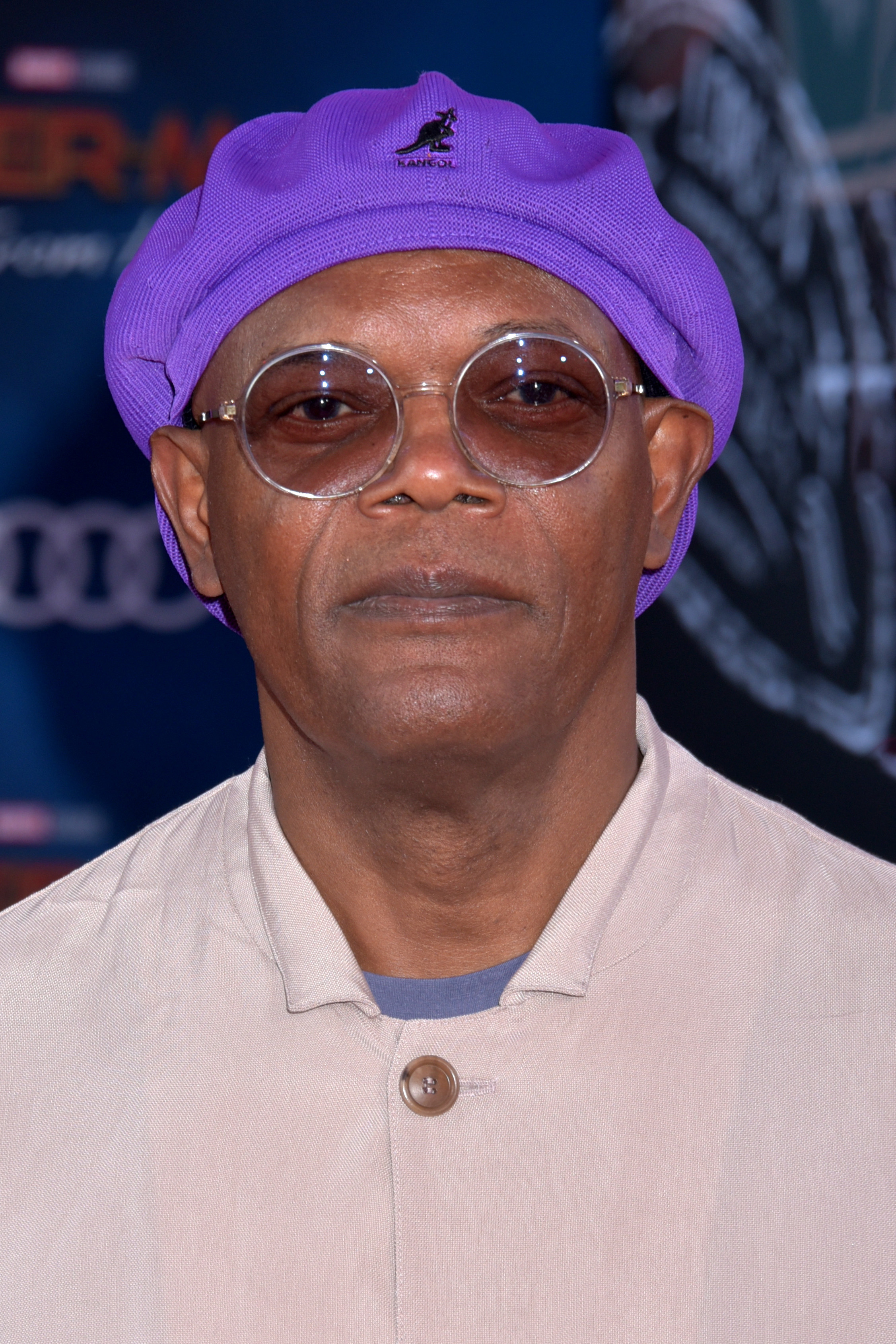
Джексон на прем'єрі фільму «Людина-павук: Далеко від дому» (2019)

| Рік  | Українська назва                    | Оригінальна назва                            | Роль                        | Пос.            |
| ---- | ----------------------------------- | -------------------------------------------- | --------------------------- | --------------- |
| 1972 | Разом на кілька днів                | Together for Days                            | Стен                        | [ 8 ] [ 9 ]     |
| 1981 | Регтайм                             | Ragtime                                      | член банди № 2              | [ 10 ] [ 9 ]    |
| 1987 | Едді Мерфі без купюр                | Eddie Murphy: Raw                            | дядько Едді                 | [ 11 ] [ 12 ]   |
| 1988 | Поїздка до Америки                  | Coming to America                            | озброєний грабіжник         | [ 13 ] [ 14 ]   |
| 1988 | Шкільні роки чудові                 | School Daze                                  | Лідс                        | [ 15 ] [ 2 ]    |
| 1989 | Роби як треба!                      | Do the Right Thing                           | Лав Дедді                   | [ 16 ] [ 17 ]   |
| 1989 | Море кохання                        | Sea of Love                                  | темношкірий хлопець         | [ 18 ] [ 19 ]   |
| 1990 | Смерть від спокуси                  | Def by Temptation                            | міністр Гарт                | [ 20 ] [ 21 ]   |
| 1990 | Удар по системі                     | A Shock to the System                        | Улісс                       | [ 22 ] [ 23 ]   |
| 1990 | Весілля Бетсі                       | Betsy's Wedding                              | диспетчер таксі             | [ 24 ] [ 25 ]   |
| 1990 | Блюз про краще життя                | Mo' Better Blues                             | Медлок                      | [ 26 ] [ 27 ]   |
| 1990 | Екзорцист 3                         | The Exorcist III                             | сліпий чоловік              | [ 28 ] [ 29 ]   |
| 1990 | Славні хлопці                       | Goodfellas                                   | Стекс Едвардс               | [ 30 ] [ 31 ]   |
| 1990 | Повернення Суперфлая                | The Return of Superfly                       | Нейт Кебот                  | [ 32 ] [ 33 ]   |
| 1991 | Тільки бізнес                       | Strictly Business                            | Монро                       | [ 34 ] [ 35 ]   |
| 1991 | Тропічна лихоманка                  | Jungle Fever                                 | Гатор Пуріфай               | [ 36 ] [ 37 ]   |
| 1991 | Танець на могилі                    | Jumpin' at the Boneyard                      | містер Сімпсон              | [ 38 ]          |
| 1991 | Джонні Замша                        | Johnny Suede                                 | Бі-Боп                      | [ 34 ] [ 39 ]   |
| 1992 | Авторитет                           | Juice                                        | Тріп                        | [ 40 ]          |
| 1992 | Ігри патріотів                      | Patriot Games                                | Роббі Джексон               | [ 41 ]          |
| 1992 | Білі піски                          | White Sands                                  | Грег Мікер                  | [ 42 ]          |
| 1992 | Батьки та сини                      | Fathers & Sons                               | Маршалл                     | [ 43 ]          |
| 1993 | Загроза суспільству                 | Menace II Society                            | Тат Лоусон                  | [ 44 ]          |
| 1993 | Заряджена зброя                     | Loaded Weapon 1                              | Вес Люгер                   | [ 45 ] [ 46 ]   |
| 1993 | Емос і Ендрю                        | Amos & Andrew                                | Ендрю Стерлінг              | [ 47 ]          |
| 1993 | Парк Юрського періоду               | Jurassic Park                                | Рей Арнольд                 | [ 48 ] [ 49 ]   |
| 1993 | Справжнє кохання                    | True Romance                                 | Великий Дон                 | [ 50 ] [ 51 ]   |
| 1994 | Зухвалий                            | Fresh                                        | Сем                         | [ 52 ] [ 53 ]   |
| 1994 | Кримінальне чтиво                   | Pulp Fiction                                 | Джулс Віннфілд              | [ 54 ] [ 55 ]   |
| 1994 | Новий час                           | The New Age                                  | Дейл Дево                   | [ 56 ]          |
| 1994 | Аве, Цезар                          | Hail Caesar                                  | листоноша                   | [ 57 ] [ 58 ]   |
| 1994 | У пошуках одноокого Джиммі          | The Search for One-eye Jimmy                 | полковник Рон               | [ 59 ]          |
| 1995 | Поцілунок смерті                    | Kiss of Death                                | Келвін Гарт                 | [ 58 ] [ 60 ]   |
| 1995 | Міцний горішок 3: Помирати з піснею | Die Hard with a Vengeance                    | Зевс Карвер                 | [ 61 ] [ 62 ]   |
| 1995 | Справа Ісаї                         | Losing Isaiah                                | Кадар Льюїс                 | [ 63 ] [ 64 ]   |
| 1995 | Флюк                                | Fluke                                        | Румбо                       | [ 65 ] [ 66 ]   |
| 1996 | Великий білий обман                 | The Great White Hype                         | превелебний Фред Султан     | [ 67 ]          |
| 1996 | Час убивати                         | A Time to Kill                               | Карл Лі Гейлі               | [ 68 ]          |
| 1996 | Довгий поцілунок на добраніч        | The Long Kiss Goodnight                      | Мітч Генессі                | [ 69 ]          |
| 1996 | Подвійна ставка                     | Hard Eight                                   | Джиммі                      | [ 70 ]          |
| 1996 | Істина у вині                       | Trees Lounge                                 | Вендел                      | [ 71 ]          |
| 1997 | 187                                 | One Eight Seven                              | Тревор Гарфілд              | [ 72 ]          |
| 1997 | Прихисток Єви                       | Eve's Bayou                                  | Луї Батіст                  | [ 73 ] [ 74 ]   |
| 1997 | Джекі Браун                         | Jackie Brown                                 | Орделл                      | [ 75 ]          |
| 1998 | Сфера                               | Sphere                                       | Гаррі Адамс                 | [ 76 ]          |
| 1998 | Перемовник                          | The Negotiator                               | лейтенант Денні Роман       | [ 77 ]          |
| 1998 | Червона скрипка                     | The Red Violin                               | Чарльз Морріц               | [ 78 ]          |
| 1998 | Поза полем зору                     | Out of Sight                                 | Хедзіра Генрі               | [ 79 ] [ 58 ]   |
| 1999 | Зоряні війни: Прихована загроза     | Star Wars: Episode I — The Phantom Menace    | Мейс Вінду                  | [ 80 ]          |
| 1999 | Глибоке синє море                   | Deep Blue Sea                                | Рассел Франклін             | [ 81 ]          |
| 2000 | Правила бою                         | Rules of Engagement                          | полковник Террі Л. Чайлдерз | [ 82 ] [ 83 ]   |
| 2000 | Шафт                                | Shaft                                        | Джон Шафт                   | [ 84 ]          |
| 2000 | Невразливий                         | Unbreakable                                  | Елайджа Прайс / містер Скло | [ 85 ]          |
| 2001 | Печерна людина                      | The Caveman's Valentine                      | Ромул Ледбеттер             | [ 86 ] [ 87 ]   |
| 2001 | Формула 51                          | The 51st State                               | Елмо Мак-Елрой              | [ 88 ] [ 89 ]   |
| 2002 | У чужому ряді                       | Changing Lanes                               | Дойл Гіпсон                 | [ 90 ]          |
| 2002 | Зоряні війни: Атака клонів          | Star Wars: Episode II — Attack of the Clones | Мейс Вінду                  | [ 91 ]          |
| 2002 | Три ікси                            | XXX                                          | Огастус Гіббонс             | [ 92 ] [ 93 ]   |
| 2002 | Будинок на Турецькій вулиці         | No Good Deed                                 | Джек Фраяр                  | [ 94 ]          |
| 2003 | База «Клейтон»                      | Basic                                        | сержант Натан Вест          | [ 95 ]          |
| 2003 | S.W.A.T.: Спецназ міста янголів     | S.W.A.T.                                     | Хондо Гаррельсон            | [ 96 ]          |
| 2004 | Амнезія                             | Twisted                                      | Джон Міллз                  | [ 97 ]          |
| 2004 | Убити Білла 2                       | Kill Bill: Volume 2                          | органіст                    | [ 98 ]          |
| 2004 | Суперсімейка                        | The Incredibles                              | Люціус Бест / Фрозон        | [ 99 ]          |
| 2004 | У моїй країні                       | In My Country                                | Ленгстон Вітфілд            | [ 100 ]         |
| 2005 | Тренер Картер                       | Coach Carter                                 | Кен Картер                  | [ 101 ]         |
| 2005 | Три ікси 2: Новий рівень            | XXX: State of the Union                      | Огастус Гіббонс             | [ 102 ] [ 103 ] |
| 2005 | Зоряні війни: Помста ситхів         | Star Wars: Episode III — Revenge of the Sith | Мейс Вінду                  | [ 104 ]         |
| 2005 | Чоловік                             | The Man                                      | Деррік Ванн                 | [ 105 ]         |
| 2006 | Зворотний бік правди                | Freedomland                                  | Лоренцо Коунсіл             | [ 106 ]         |
| 2006 | Зміїний політ                       | Snakes on a Plane                            | Невілл Флінн                | [ 107 ]         |
| 2006 | Дім хоробрих                        | Home of the Brave                            | доктор Вілл Марш            | [ 108 ]         |
| 2006 | Стогін чорної змії                  | Black Snake Moan                             | Лазар                       | [ 109 ] [ 110 ] |
| 2007 | Фарс пінгвінів                      | Farce of the Penguins                        | оповідач                    | [ 111 ] [ 112 ] |
| 2007 | 1408                                | 1408                                         | Джеральд Олін               | [ 113 ] [ 19 ]  |
| 2007 | Воскресіння чемпіона                | Resurrecting the Champ                       | Боб Саттерфілд              | [ 114 ]         |
| 2007 | Чистильник                          | Cleaner                                      | Том Катлер                  | [ 115 ] [ 116 ] |
| 2008 | Телепорт                            | Jumper                                       | Роланд                      | [ 117 ]         |
| 2008 | Залізна людина                      | Iron Man                                     | Нік Ф'юрі                   | [ 118 ] [ 19 ]  |
| 2008 | Зоряні війни: Війни клонів          | Star Wars: The Clone Wars                    | Мейс Вінду                  | [ 119 ]         |
| 2008 | Небезпечно жити на Лейкв'ю          | Lakeview Terrace                             | Абель Тернер                | [ 120 ]         |
| 2008 | Блюзмени                            | Soul Men                                     | Луїс                        | [ 121 ]         |
| 2008 | Месник                              | The Spirit                                   | Спрут                       | [ 122 ]         |
| 2008 | Госпел Гілл                         | Gospel Hill                                  | Пол Малкольм                | [ 123 ]         |
| 2009 | Астробой                            | Astro Boy                                    | Зог                         | [ 124 ]         |
| 2009 | Мати та дитя                        | Mother and Child                             | Пол                         | [ 125 ]         |
| 2009 | Безславні виродки                   | Inglourious Basterds                         | оповідач                    | [ 126 ]         |
| 2010 | Квантовий квест: Космічна одіссея   | Quantum Quest: A Cassini Space Odyssey       | Адмірал Страх               | [ 127 ]         |
| 2010 | Немислиме                           | Unthinkable                                  | Ейч                         | [ 128 ] [ 129 ] |
| 2010 | Залізна людина 2                    | Iron Man 2                                   | Нік Ф'юрі                   | [ 130 ]         |
| 2010 | Копи на підхваті                    | The Other Guys                               | Пі-Кей Гайсміт              | [ 131 ] [ 132 ] |
| 2011 | Африканські кішки                   | African Cats                                 | оповідач                    | [ 133 ]         |
| 2011 | Тор                                 | Thor                                         | Нік Ф'юрі                   | [ 134 ]         |
| 2011 | Перший месник                       | Captain America: The First Avenger           | Нік Ф'юрі                   | [ 135 ] [ 136 ] |
| 2011 | Арена                               | Arena                                        | Логан                       | [ 137 ] [ 138 ] |
| 2012 | Самарянин                           | The Samaritan                                | Фолі                        | [ 139 ] [ 140 ] |
| 2012 | Абсолютне зло                       | Meeting Evil                                 | Річі                        | [ 141 ]         |
| 2012 | Месники                             | The Avengers                                 | Нік Ф'юрі                   | [ 142 ]         |
| 2012 | Замбезія                            | Zambezia                                     | Тендай                      | [ 143 ] [ 144 ] |
| 2012 | Джанґо вільний                      | Django Unchained                             | Стівен Воррен               | [ 145 ] [ 19 ]  |
| 2013 | Турбо                               | Turbo                                        | Хлист                       | [ 146 ]         |
| 2013 | Олдбой                              | Oldboy                                       | Чейні                       | [ 147 ]         |
| 2014 | Розумний сумнів                     | Reasonable Doubt                             | Клінтон Девіс               | [ 148 ]         |
| 2014 | Робокоп                             | RoboCop                                      | Пет Новак                   | [ 149 ]         |
| 2014 | Перший месник: Друга війна          | Captain America: The Winter Soldier          | Нік Ф'юрі                   | [ 150 ] [ 151 ] |
| 2014 | Кайт                                | Kite                                         | Карл Акер                   | [ 152 ] [ 153 ] |
| 2014 | Велика гра                          | Big Game                                     | президент Вільям Алан Мур   | [ 154 ] [ 155 ] |
| 2015 | Kingsman: Таємна служба             | Kingsman: The Secret Service                 | Річмонд Валентайн           | [ 156 ]         |
| 2015 | Месники: Ера Альтрона               | Avengers: Age of Ultron                      | Нік Ф'юрі                   | [ 157 ]         |
| 2015 | Особливо небезпечна                 | Barely Lethal                                | Гардман                     | [ 158 ] [ 159 ] |
| 2015 | Чирак                               | Chi-Raq                                      | Долмедес                    | [ 160 ]         |
| 2015 | Мерзенна вісімка                    | The Hateful Eight                            | майор Маркус Воррен         | [ 161 ]         |
| 2016 | Мобільник                           | Cell                                         | Том Маккорт                 | [ 162 ] [ 163 ] |
| 2016 | Легенда про Тарзана                 | The Legend of Tarzan                         | Джордж Вашингтон Вільямс    | [ 164 ]         |
| 2016 | Я вам не негр                       | I Am Not Your Negro                          | оповідач                    | [ 165 ]         |
| 2016 | Дім дивних дітей міс Сапсан         | Miss Peregrine's Home for Peculiar Children  | містер Беррон               | [ 166 ]         |
| 2016 | Їсти заради життя                   | Eating You Alive                             | грає себе                   | [ 167 ]         |
| 2017 | Три ікси: Реактивізація             | XXX: Return of Xander Cage                   | Огастус Гіббонс             | [ 168 ] [ 169 ] |
| 2017 | Конг: Острів Черепа                 | Kong: Skull Island                           | підполковник Престон Пакард | [ 170 ]         |
| 2017 | Тілоохоронець кілера                | The Hitman's Bodyguard                       | Даріус Кінкейд              | [ 171 ]         |
| 2017 | Крамниця єдинорогів                 | Unicorn Store                                | Продавець                   | [ 172 ]         |
| 2018 | Месники: Війна нескінченності       | Avengers: Infinity War                       | Нік Ф'юрі                   | [ 173 ]         |
| 2018 | Суперсімейка 2                      | Incredibles 2                                | Люціус Бест / Фрозон        | [ 174 ] [ 14 ]  |
| 2018 | Життя, яке воно є                   | Life Itself                                  | грає себе                   | [ 175 ]         |
| 2019 | Скло                                | Glass                                        | Елайджа Прайс / містер Скло | [ 176 ]         |
| 2019 | Капітан Марвел                      | Captain Marvel                               | Нік Ф'юрі                   | [ 177 ] [ 178 ] |
| 2019 | Месники: Завершення                 | Avengers: Endgame                            | Нік Ф'юрі                   | [ 179 ]         |
| 2019 | Шафт                                | Shaft                                        | Джон Шафт                   | [ 180 ]         |
| 2019 | Людина-павук: Далеко від дому       | Spider-Man: Far From Home                    | Нік Ф'юрі                   | [ 181 ]         |
| 2019 | Остання межа                        | The Last Full Measure                        | Біллі Такода                | [ 182 ]         |
| 2019 | 21 рік: Квентін Тарантіно           | QT8: The First Eight                         | грає себе                   | [ 183 ]         |
| 2019 | Зоряні війни: Скайвокер. Сходження  | Star Wars: The Rise of Skywalker             | Мейс Вінду                  | [ 184 ]         |
| 2020 | Банкір                              | The Banker                                   | Біллі Такода                | [ 185 ]         |
| 2021 | Пила: Спіраль                       | Spiral: From the Book of Saw                 | Маркус Бенкс                | [ 186 ] [ 187 ] |
| 2021 | Тілоохоронець дружини кілера        | Hitman's Wife's Bodyguard                    | Даріус Кінкейд              | [ 188 ]         |
| 2021 | Кодекс кілера                       | The Protégé                                  | Муді Даттон                 | [ 189 ] [ 190 ] |
| 2022 | Лапи гніву: Легенда про Самурая     | Paws of Fury: The Legend of Hank             | Джимбо                      | [ 191 ] [ 192 ] |
| 2022 | Для вас достатньо чорне?!?          | Is That Black Enough for You?!?              | грає себе                   | [ 193 ]         |
| 2023 | Кімната вбивств                     | The Kill Room                                | Гордон                      | [ 194 ]         |
| 2023 | Марвели                             | The Marvels                                  | Нік Ф'юрі                   | [ 195 ]         |
| 2024 | Арґайл                              | Argylle                                      | Альфред Соломон             | [ 196 ]         |
| 2024 | Почерк кілера                       | Damaged                                      | Ден Лоусон                  | [ 197 ]         |
| 2024 | Ґарфілд у кіно                      | The Garfield Movie                           | Вік                         | [ 198 ]         |
| 2024 | Урок фортепіано                     | The Piano Lesson                             | Докер Чарльз                | [ 199 ] [ 200 ] |
| ЩНВ  | Несвята Трійця*                     | The Unholy Trinity                           | Святий Кристофер            | [ 201 ]         |
| ЩНВ  | Після опіків*                       | Afterburn                                    | Валентайн                   | [ 202 ]         |

| * | Фільми, які ще не вийшли |

Коментарі
1. 1 2 3 4 5 6 7 8 9 10  Озвучування
2. 1 2 3  Також як продюсер
3. 1 2  У титрах не зазначений
4. 1 2 3  Також як виконавчий продюсер
5. 1 2 3  Сцена після титрів
6. 1 2 3 4 5  Документальний фільм
7. ↑  Камео
8. ↑  Камео (лише голос)

## Телебачення
| Рік       | Українська назва                                     | Оригінальна назва                                         | Роль                          | Примітки                                 | Пос.            |
| --------- | ---------------------------------------------------- | --------------------------------------------------------- | ----------------------------- | ---------------------------------------- | --------------- |
| 1976      | Далекобійники                                        | Movin' On                                                 | патрульний                    | 1 епізод; не зазначений в титрах         | [ 203 ]         |
| 1977      | Переселенець                                         | The Displaced Person                                      | Салк                          | Телефільм                                | [ 204 ] [ 58 ]  |
| 1986—1987 | Спенсер                                              | Spenser: For Hire                                         | Лерой Кленсі / Нед            | 2 епізоди                                | [ 205 ] [ 206 ] |
| 1987      | Хатина дядька Тома                                   | Uncle Tom's Cabin                                         | Джордж Гарріс                 | Телефільм                                | [ 207 ] [ 58 ]  |
| 1989      | Відхід мерця                                         | Dead Man Out                                              | Келвін Фредрікс               | Телефільм                                | [ 208 ] [ 58 ]  |
| 1989      | Чоловік на ім'я Яструб                               | A Man Called Hawk                                         | Каттер                        | 1 епізод                                 | [ 209 ]         |
| 1989      | Дні та ночі Моллі Додд                               | The Days and Nights of Molly Dodd                         | брат Елвіс                    | 1 епізод                                 | [ 210 ]         |
| 1991      | Закон і порядок                                      | Law & Order                                               | Луїс Таггерт                  | 1 епізод                                 | [ 211 ] [ 212 ] |
| 1991      | Рок                                                  | Roc                                                       | Ларрі                         | 1 епізод                                 | [ 213 ]         |
| 1992      | Привид                                               | Ghostwriter                                               | Реджі Дженкінс                | 3 епізоди                                | [ 214 ] [ 215 ] |
| 1992      | Я улечу                                              | I'll Fly Away                                             | Волтер Харпер                 | 1 епізод                                 | [ 216 ]         |
| 1994      | Напад у Вест-Пойнт                                   | Assault at West Point                                     | Річард Теодор Грінер          | Телефільм                                | [ 217 ]         |
| 1994      | Проти стіни                                          | Against the Wall                                          | Джамал Ікс                    | Телефільм                                | [ 218 ]         |
| 1995      | Шакіл О'Ніл: Більше за життя                         | Shaquille O'Neal: Larger than Life                        | оповідач                      | Документальний фільм                     | [ 219 ]         |
| 1996      | 11-та премія «Незалежний дух»                        | 11th Independent Spirit Awards                            | ведучий                       | Телешоу                                  | [ 220 ]         |
| 1997      | 12-та премія «Незалежний дух»                        | 12th Independent Spirit Awards                            | ведучий                       | Телешоу                                  | [ 221 ]         |
| 1997      | Казкові історії для всіх дітей                       | Happily Ever After: Fairy Tales for Every Child           | мер Гамельна                  | 1 епізод; озвучування                    | [ 222 ]         |
| 1998      | Суботнього вечора в прямому ефірі                    | Saturday Night Live                                       | ведучий                       | 1 епізод                                 | [ 223 ]         |
| 1999      | Премія ESPY 1999                                     | 1999 ESPY Awards                                          | ведучий                       | Телешоу                                  | [ 224 ]         |
| 2001      | Сімейка Прауд                                        | The Proud Family                                          | Джозеф                        | 1 епізод; озвучування                    | [ 225 ]         |
| 2001      | Премія ESPY 2001                                     | 1999 ESPY Awards                                          | ведучий                       | Телешоу                                  | [ 224 ]         |
| 2002      | Премія ESPY 2002                                     | 1999 ESPY Awards                                          | ведучий                       | Телешоу                                  | [ 226 ]         |
| 2002      | Боротьба за свободу: Революція та Громадянська війна | Fighting for Freedom: Revolution & Civil War              | оповідач                      | Документальний фільм                     | [ 227 ]         |
| 2002      | Мистецтво бою: Бойові мистецтва в кіно               | The Art of Action: Martial Arts in the Movies             | оповідач                      | Телефільм                                | [ 228 ]         |
| 2002      | Розкуті спогади                                      | Unchained Memories                                        | оповідач                      | Документальний фільм                     | [ 229 ]         |
| 2005      | Непростима чорнота: Злети та падіння Джека Джонсона  | Unforgivable Blackness: The Rise and Fall of Jack Johnson | Джек Джонсон                  | Документальний фільм; озвучування        | [ 230 ]         |
| 2005      | 20-та премія «Незалежний дух»                        | 20th Independent Spirit Awards                            | ведучий                       | Телешоу                                  | [ 231 ]         |
| 2005      | Масовка                                              | Extras                                                    | грає себе                     | 1 епізод                                 | [ 232 ] [ 233 ] |
| 2005—2010 | Гетто                                                | The Boondocks                                             | Джин Раммі                    | 5 епізодів; озвучування                  | [ 234 ] [ 235 ] |
| 2005      | Spike Video Game Awards 2005                         | 2005 Spike Video Game Awards                              | ведучий                       | Телешоу                                  | [ 236 ]         |
| 2006      | Spike Video Game Awards 2006                         | 2005 Spike Video Game Awards                              | ведучий                       | Телешоу                                  | [ 237 ]         |
| 2006      | Відтермінована честь                                 | Honor Deferred                                            | оповідач                      | Документальний фільм                     | [ 238 ]         |
| 2007      | Афросамурай                                          | Afro Samurai                                              | Афросамурай / Ніндзя Ніндзя   | Озвучування; також як продюсер           | [ 239 ] [ 234 ] |
| 2007      | Поважай себе: Історія Stax Records                   | Respect Yourself: The Stax Records Story                  | оповідач                      | Документальний фільм                     | [ 240 ]         |
| 2007      | Spike Video Game Awards 2007                         | 2005 Spike Video Game Awards                              | ведучий                       | Телешоу                                  | [ 241 ]         |
| 2009      | Афросамурай: Воскресіння                             | Afro Samurai: Resurrection                                | Афросамурай / Ніндзя Ніндзя   | Телефільм; озвучування                   | [ 242 ] [ 234 ] |
| 2009      | Премія ESPY 2009                                     | 1999 ESPY Awards                                          | ведучий                       | Телешоу                                  | [ 243 ]         |
| 2009      | Нерівні фервеї                                       | Uneven Fairways                                           | оповідач                      | Документальний фільм                     | [ 244 ]         |
| 2011      | Вечірній експрес «Сансет Лімітед»                    | The Sunset Limited                                        | Блек                          | Телефільм                                | [ 245 ]         |
| 2011      | Сухий закон                                          | Prohibition                                               | оповідач                      | 1 епізод                                 | [ 246 ]         |
| 2011      | Чому? Питання світобудови                            | Curiosity                                                 | грає себе                     | 1 епізод                                 | [ 247 ]         |
| 2012      | Премія BET 2012                                      | BET Awards 2012                                           | ведучий                       | Телешоу                                  | [ 248 ]         |
| 2012      | Spike Video Game Awards 2012                         | 2012 Spike Video Game Awards                              | ведучий                       | Телешоу                                  | [ 249 ]         |
| 2013—2014 | Агенти Щ.И.Т.                                        | Agents of S.H.I.E.L.D.                                    | Нік Ф'юрі                     | 2 епізоди                                | [ 250 ]         |
| 2014      | Чорний динаміт                                       | Black Dynamite                                            | капітан Квінтон               | 1 епізод; озвучування                    | [ 251 ] [ 234 ] |
| 2020      | Постановка                                           | Staged                                                    | грає себе                     | 1 епізод                                 | [ 252 ]         |
| 2020      | Поневолені                                           | Enslaved                                                  | грає себе                     | Документальний серіал                    | [ 253 ]         |
| 2020      | Смерть 2020-му                                       | Death to 2020                                             | Dash Bracket                  | Спецвипуск                               | [ 254 ]         |
| 2021      | Америка: Боротьба за свободу                         | Amend: The Fight for America                              | грає себе                     | 2 епізоди                                | [ 255 ] [ 256 ] |
| 2021—2023 | А що як…?                                            | What If...?                                               | Нік Ф'юрі / сер Ніколас Ф'юрі | 6 епізодів; озвучування                  | [ 257 ] [ 234 ] |
| 2022      | Останні дні Птолемея Грея                            | The Last Days of Ptolemy Grey                             | Птолемей Грей                 | Мінісеріал; також як виконавчий продюсер | [ 258 ]         |
| 2023      | Таємне вторгнення                                    | Secret Invasion                                           | Нік Ф'юрі                     | Мінісеріал; також як виконавчий продюсер | [ 259 ] [ 250 ] |
| 2024      | Вечір боксу: Пограбування на мільйон доларів         | Fight Night: The Million Dollar Heist                     | Френк Мотен                   | Мінісеріал                               | [ 260 ]         |

| * | Телепрограми, які ще не вийшли |

## Театр
| Рік       | Українська назва         | Оригінальна назва               | Роль                | Місце                               | Пос.            |
| --------- | ------------------------ | ------------------------------- | ------------------- | ----------------------------------- | --------------- |
| 1980      | Матінка Кураж та її діти | Mother Courage and Her Children | різні герої         | Public Theater (оф-Бродвей)         | [ 261 ]         |
| 1981–1983 | Вистава солдата          | A Soldier's Play                | рядовий Луїс Генсон | Theatre Four (оф-Бродвей)           | [ 262 ] [ 263 ] |
| 1987      | Урок фортепіано          | The Piano Lesson                | малюк Віллі         | Yale Repertory Theatre              | [ 264 ]         |
| 2011–2012 | Вершина гори             | The Mountaintop                 | Мартін Лютер Кінг   | Bernard B. Jacobs Theatre (Бродвей) | [ 265 ]         |
| 2022      | Урок фортепіано          | The Piano Lesson                | Докер Чарльз        | Ethel Barrymore Theatre (Бродвей)   | [ 266 ] [ 267 ] |

## Музичні кліпи
| Рік  | Назва пісні                  | Виконавець                                                              | Пос.    |
| ---- | ---------------------------- | ----------------------------------------------------------------------- | ------- |
| 1990 | 911 Is a Joke                | Public Enemy                                                            | [ 268 ] |
| 2006 | Snakes on a Plane (Bring It) | Cobra Starship за участю Вільяма Беккета, Треві Маккоя та Майї Іварссон | [ 269 ] |
| 2009 | Blame It                     | Джеймі Фокс за участю T-Pain                                            | [ 270 ] |
| 2024 | Electric Energy              | Аріана Дебоз, Бой Джордж і Найл Роджерс                                 | [ 271 ] |

## Відеоігри
| Рік  | Назва                                                  | Роль                        | Примітки                                | Пос.            |
| ---- | ------------------------------------------------------ | --------------------------- | --------------------------------------- | --------------- |
| 2004 | Grand Theft Auto: San Andreas                          | офіцер Френк Тенпенні       |                                         | [ 272 ] [ 235 ] |
| 2004 | The Incredibles                                        | Люціус Бест / Фрозон        | За мотивами мультфільму                 | [ 273 ] [ 235 ] |
| 2004 | The Incredibles: When Danger Calls                     | Люціус Бест / Фрозон        | За мотивами мультфільму                 | [ 274 ]         |
| 2009 | Afro Samurai                                           | Афросамурай (Ніндзя Ніндзя) | За мотивами манги й аніме               | [ 275 ] [ 276 ] |
| 2010 | Heroes of Newerth                                      | оголушувач                  | Ексклюзивне платне доповнення           | [ 277 ]         |
| 2010 | Iron Man 2                                             | Нік Ф'юрі                   | За мотивами фільму                      | [ 278 ] [ 279 ] |
| 2011 | Lego Star Wars III: The Clone Wars                     | Мейс Вінду                  | За мотивами мультфільму та мультсеріалу | [ 235 ] [ 234 ] |
| 2014 | Disney Infinity: Marvel Super Heroes                   | Нік Ф'юрі                   |                                         | [ 235 ] [ 234 ] |
| 2015 | Disney Infinity 3.0                                    | Нік Ф'юрі                   | [ 235 ] [ 234 ]                         |                 |
| 2021 | Grand Theft Auto: The Trilogy — The Definitive Edition | офіцер Френк Тенпенні       | Архівні матеріали                       | [ 280 ]         |

## Аудіокниги
| Рік  | Назва                | Пос.    |
| ---- | -------------------- | ------- |
| 2011 | Go the Fuck to Sleep | [ 281 ] |
| 2012 | A Rage in Harlem     | [ 282 ] |